# We Made You
We Made You is de eerste officiële single van het zesde album van de Amerikaanse rapper Eminem. Hoewel Crack a Bottle eerder werd uitgebracht, was deze alleen als streetsingle uitgebracht.

## Achtergrondinformatie
De videoclip van dit nummer werd op 7 april 2009 uitgebracht. In We Made You haalt Eminem, net als in Just Lose It, uit naar een aantal beroemdheden, onder wie Amy Winehouse, Lindsay Lohan, Kim Kardashian, Sarah Palin, Britney Spears, Jessica Simpson, John Mayer, Bret Michaels, Samantha Ronson en de Amerikaanse talkshowhost Ellen DeGeneres.
Pornoactrice Lisa Ann speelde in de clip als Sarah Palin, ze vertolkte deze rol eerder in de film Who's Nailin' Paylin?.
Het refrein wordt in 'We made you' door Charmagne Tripp gezongen.

## Hitnotering
| "We Made You" in de Nederlandse Top 40 - binnen: 2 mei 2009 | "We Made You" in de Nederlandse Top 40 - binnen: 2 mei 2009 | "We Made You" in de Nederlandse Top 40 - binnen: 2 mei 2009 | "We Made You" in de Nederlandse Top 40 - binnen: 2 mei 2009 | "We Made You" in de Nederlandse Top 40 - binnen: 2 mei 2009 | "We Made You" in de Nederlandse Top 40 - binnen: 2 mei 2009 | "We Made You" in de Nederlandse Top 40 - binnen: 2 mei 2009 | "We Made You" in de Nederlandse Top 40 - binnen: 2 mei 2009 | "We Made You" in de Nederlandse Top 40 - binnen: 2 mei 2009 |
| Week                                                        | 1                                                           | 2                                                           | 3                                                           | 4                                                           | 5                                                           | 6                                                           | 7                                                           |                                                             |
| ----------------------------------------------------------- | ----------------------------------------------------------- | ----------------------------------------------------------- | ----------------------------------------------------------- | ----------------------------------------------------------- | ----------------------------------------------------------- | ----------------------------------------------------------- | ----------------------------------------------------------- | ----------------------------------------------------------- |
| Nummer                                                      | 26                                                          | 21                                                          | 17                                                          | 14                                                          | 22                                                          | 30                                                          | 40                                                          | uit                                                         |

| "We Made You" in de Ultratop 50 - binnen: 2 mei 2009 | "We Made You" in de Ultratop 50 - binnen: 2 mei 2009 | "We Made You" in de Ultratop 50 - binnen: 2 mei 2009 | "We Made You" in de Ultratop 50 - binnen: 2 mei 2009 | "We Made You" in de Ultratop 50 - binnen: 2 mei 2009 | "We Made You" in de Ultratop 50 - binnen: 2 mei 2009 | "We Made You" in de Ultratop 50 - binnen: 2 mei 2009 | "We Made You" in de Ultratop 50 - binnen: 2 mei 2009 | "We Made You" in de Ultratop 50 - binnen: 2 mei 2009 | "We Made You" in de Ultratop 50 - binnen: 2 mei 2009 | "We Made You" in de Ultratop 50 - binnen: 2 mei 2009 | "We Made You" in de Ultratop 50 - binnen: 2 mei 2009 |
| Week                                                 | 1                                                    | 2                                                    | 3                                                    | 4                                                    | 5                                                    | 6                                                    | 7                                                    | 8                                                    | 9                                                    | 10                                                   |                                                      |
| ---------------------------------------------------- | ---------------------------------------------------- | ---------------------------------------------------- | ---------------------------------------------------- | ---------------------------------------------------- | ---------------------------------------------------- | ---------------------------------------------------- | ---------------------------------------------------- | ---------------------------------------------------- | ---------------------------------------------------- | ---------------------------------------------------- | ---------------------------------------------------- |
| Nummer                                               | 50                                                   | 32                                                   | 20                                                   | 17                                                   | 13                                                   | 20                                                   | 24                                                   | 31                                                   | 40                                                   | 49                                                   | uit                                                  |

## Tracklist

### Cd-single
1. "We Made You" (album version) – 4:48
2. "We Made You" (instrumental) – 4:47

### Maxi-cd
1. "We Made You" (album version) – 4:48
2. "We Made You" (clean version) – 4:48
3. "We Made You" (instrumental) – 4:47
4. "We Made You" (music video) – 4:51